# Saougou
Saougou est une localité située dans le département de Bilanga de la province de la Gnagna dans la région Est au Burkina Faso.

## Santé et éducation
Le centre de soins le plus proche de Saougou est le centre de santé et de promotion sociale (CSPS) de Bilanga.
Le village possède une école primaire publique.